# Lidl (Magyarország)
Az 1930-as években Németországban alapított Lidl hazánk egyik legdinamikusabban fejlődő élelmiszerlánca. A Lidl Magyarországon 2004-ben nyitotta meg első logisztikai központját és tizenkét üzletét, napjainkban már 211 áruházzal van jelen hazánkban és 9 500 munkavállalót foglalkoztat.
A Coface CEE Top500 rangsor szerint 2021-ben és 2022-ben Magyarország 14., illetve 11. és Közép- és Kelet-Európa 102., illetve 110. legnagyobb forgalmú vállalata.

## A Lidl Magyarországon

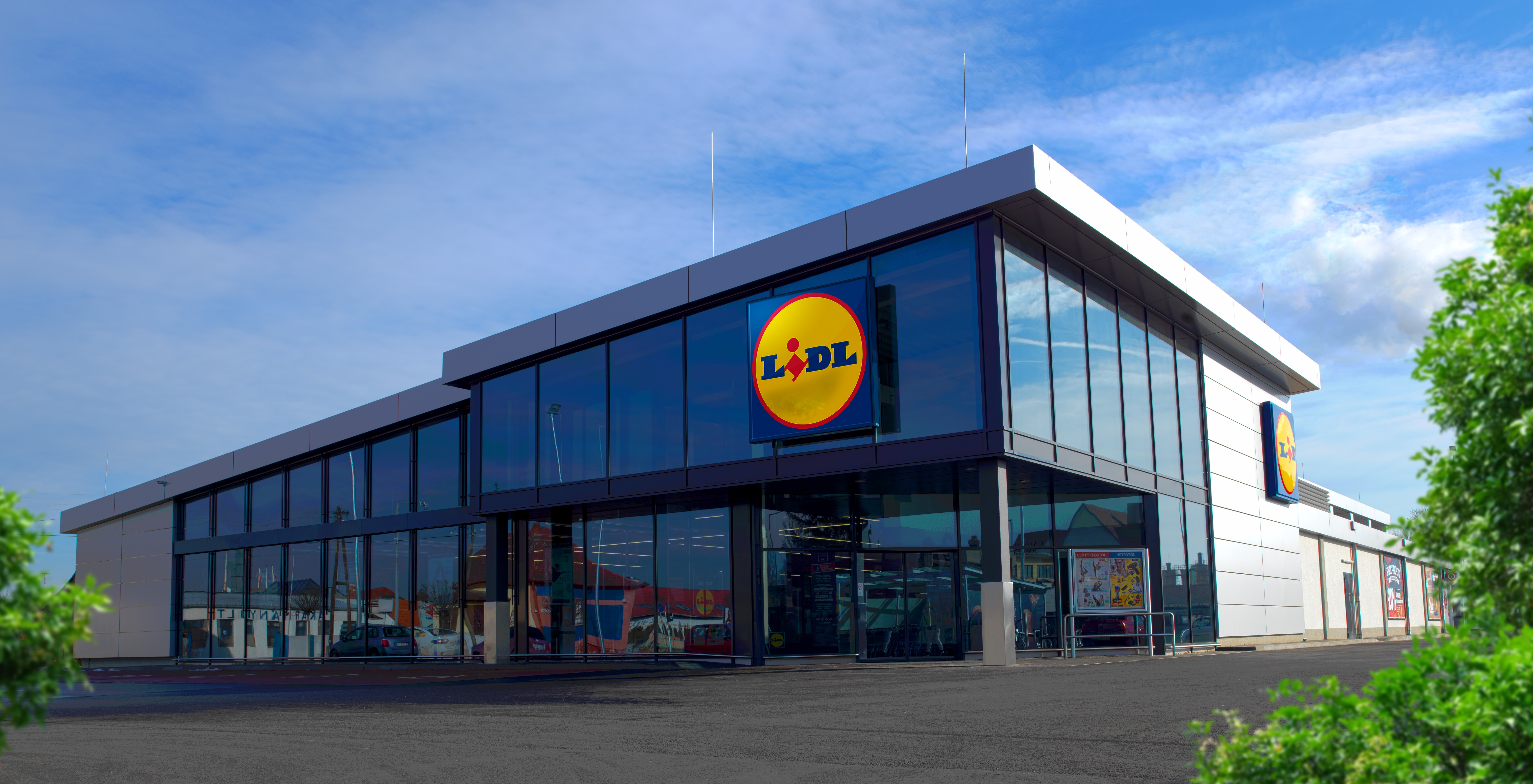
Egy Lidl áruház (2016, ismeretlen helyszín)

A Lidl Magyarországon 2004-es piacra lépése óta töretlenül fejlődik. 2024 augusztusában 210 áruháza és négy logisztikai központja (Székesfehérvár, Hejőkürt, Szigetszentmiklós, Ecser) van. Épül az ötödik raktár Kiskunfélegyházán.
A vállalat nemcsak a diszkont szegmensben ért el vezető szerepet, hanem forgalmát tekintve az élelmiszer-kiskereskedelmi láncok között is a legdinamikusabb növekedést tudhatja magáénak. A Trade Magazin által összeállított, az FMCG piac kereskedelmi toplistáján a forintban kifejezett forgalmat tekintve a Lidl Magyarország Bt. 2020 óta foglalja el az első helyet 38 százalékos piaci részesedéssel.

## Fejlődési kronológia
- 2004 – A Lidl megnyitja első 12 magyarországi üzletét, és logisztikai központját Székesfehérváron.
- 2006 – Megnyílik a második logisztikai központ Hejőkürtön.
- 2008 – A 100. Lidl áruház megnyitása.
- 2009 – 5 éves a Lidl Magyarország.
- 2009 – Megnyílik a harmadik, szigetszentmiklósi logisztikai központ.
- 2012 – A Lidl alkalmazottak száma meghaladja a 3 000 főt.
- 2013 – A Lidl a magyar beszállítókért program elindulása.
- 2014 – 10 éves a Lidl Magyarország.
- 2014 – Wine Expo Hungary elindulása.
- 2015 – A Lidl üzletek alapterülete meghaladja a 300 000 m2-t.
- 2019 – A Lidl adományainak értéke meghaladja a 300 millió forintot.
- 2019 – 15 éves a Lidl Magyarország.
- 2020 – A 2019-es gazdasági évben a kiskereskedelmi toplista második helyére került bruttó 685 milliárd forintos forgalommal.
- 2022 – 1200 milliárdos forgalommal az első helyre kerül.[6]
- 2022 – Megnyílik a negyedik, ecseri logisztikai központ.
- 2023 – A 200. Lidl áruház megnyitása.
- 2024 – 20 éves a Lidl Magyarország.
- 2024 – 2024 szeptemberében Kiskunfélegyházán letették a cég eddigi legnagyobb logisztikai központjának alapkövét.[4]

## Lidl a magyar beszállítókért program

Egy Lidl áruház belülről (ismeretlen helyszín)

A vállalat stratégiai döntése, hogy minél több kiváló hazai partnerrel dolgozzon együtt és minél nagyobb arányban kerüljenek magyar származású termékek az áruházak polcaira. Összhangban a kormányzati törekvésekkel, 2013-ban elindította a Lidl a „Lidl a magyar beszállítókért” programot, melynek köszönhetően ma már[mikor?] több mint 430 hazai beszállítóval dolgozik együtt, a vásárlók pedig összesen több mint 3 800 hazai termék közül válogathatnak.
A program lehetőséget biztosít arra is, hogy a hazai beszállítók termékei külföldi Lidl áruházakba is eljussanak. 2020 végén már több mint 160 magyar beszállító 600-nál is több terméke volt kapható összesen 26 országban. 2016-ban útjára indította a „Lidl Akadémia” eseménysorozatot, 2020 szeptemberében pedig életre hívta a „Lidl Akadémia Plusz” többlépcsős edukációs sorozatot, hogy az érdeklődő beszállítók programba való csatlakozát megkönnyítse.

## Társadalmi felelősségvállalás
Felelős vállalatként kiemelten kezeli többek között a környezetvédelmet, a fenntartható termékkínálatot, a magyar beszállítók támogatását és helyzetbehozását, illetve a foglalkoztatást és a társadalmi szerepvállalását is.
2019 óta éves szinten 60 millió forint értékű élelmiszerrel támogatja a Heim Pál Gyermekkórházban fekvő gyermekek egészséges étkeztetését, és rendszeresen segíti a nehéz anyagi körülmények között élő gyermekeket és családtagjaikat tartós élelmiszerrel, ruházati termékekkel és egyéb nem élelmiszer jellegű adományokkal. 2020 novemberében kiadta első magyarországi „fenntarthatósági jelentését” is, melyben összefoglalta intézkedéseit és kitűzött céljait a fenntartható jövő érdekében. A jelentés elnyerte a Deloitte Magyarország Zöld Béka díját a 2020-as év „Legjobb vállalati fenntarthatósági jelentése” kategóriában.

## A Lidl logisztikai központjai
| Település         | Átadás | Terület[forrás?] |
| ----------------- | ------ | ---------------- |
| Székesfehérvár    | 2004   | 43 200 m2        |
| Hejőkürt          | 2006   | 43 400 m2        |
| Szigetszentmiklós | 2009   | 46 600 m2        |
| Ecser             | 2022   | 63 000 m2        |
| Kiskunfélegyháza  | 2026   | 83 000 m2        |

## Áruházak Magyarországon
| Nyugat-Dunántúl: - Csorna - Győr (5) - Keszthely (2) - Körmend - Mosonmagyaróvár - Nagykanizsa - Sárvár - Sopron (2) - Szombathely (3) - Zalaegerszeg (2) - Kapuvár | Közép-Dunántúl: - Agárd - Ajka - Bicske - Dorog - Dunaújváros (2) - Enying - Esztergom (2) - Komárom - Mór - Oroszlány - Pápa - Sárbogárd - Sümeg - Székesfehérvár (3) - Tapolca - Tata - Tatabánya (2) - Várpalota - Veszprém (2) | Dél-Dunántúl: - Balatonlelle - Barcs - Bonyhád - Csurgó - Dombóvár - Fonyód - Kaposvár (3) - Komló - Marcali - Mohács - Nagyatád - Paks - Pécs (5) - Siklós - Siófok - Szekszárd (2) - Szigetvár - Tamási | Közép-Magyarország: - Aszód - Budakeszi - Budaörs - Budapest (43) - Cegléd - Dabas - Dunaharaszti - Dunakeszi - Érd (2) - Gödöllő - Kistarcsa - Monor - Nagykáta - Nagykőrös - Ráckeve - Solymár - Szada - Szentendre - Szigethalom - Szigetszentmiklós - Üröm - Vác (2) - Vecsés - Veresegyház (2) | Észak-Magyarország: - Balassagyarmat - Bátonyterenye - Eger (2) - Gyöngyös - Hatvan - Heves - Kazincbarcika - Mezőkövesd - Miskolc (3) - Ózd - Salgótarján - Sátoraljaújhely - Szerencs - Tiszaújváros | Észak-Alföld: - Balmazújváros - Berettyóújfalu - Debrecen (5) - Hajdúböszörmény - Hajdúhadház - Hajdúnánás - Jászberény - Kisvárda - Kisújszállás - Kunszentmárton - Martfű - Mezőtúr - Nyíregyháza (2) - Püspökladány - Szolnok (2) - Tiszafüred - Törökszentmiklós - Újfehértó | Dél-Alföld: - Baja - Békés - Békéscsaba (2) - Csongrád - Gyomaendrőd - Gyula - Hódmezővásárhely - Kalocsa - Kecskemét (3) - Kiskőrös - Kiskunfélegyháza - Kiskunhalas - Makó - Mezőkovácsháza - Orosháza - Solt - Soltvadkert - Szarvas - Szeged (3) - Szeghalom - Szentes |

## Akciók
A Lidl hetente kétszer megújuló élelmiszer és nem élelmiszer jellegű akciókkal várja a vásárlókat, utóbbi esetében a ruházati termékektől a barkácsáruig számtalan termék megtalálható. Emellett időszakosan kaphatók olyan akciós élelmiszerek is mint a különböző nemzetek konyháinak ételei és hozzávalói, vagy a magasabb minőséget nyújtó „Deluxe” termékek. A Lidlben minden pénteken „halpéntek” van.